# Lárus Sigurðsson
Lárus Sigurðsson   (Akureyri, 4 de juny de 1973) és un exfutbolista islandès de la dècada de 1990.
Fou 42 cops internacional amb la selecció islandesa.
Pel que fa a clubs, fou jugador, entre d'altres, de Þór Akureyri, Stoke City i West Bromwich Albion.
Trajectòria com a entrenador:
- 2006-2010: Þór Akureyri
- 2011-2013: KF
- 2017-2018: Þór Akureyri